# Poștașul Pat
Poștașul Pat (în engleză Postman Pat) este un serial de televiziune animat britanic lansat în 1981 creat de către autorul englez de cărți pentru copii John Cunliffe.
Serialul a fost produs de compania Woodland Animations până în 1997, după care a fost preluat de grupul Entertainment Rights și Cosgrove Hall Films în 2003 până în 2008 și în final de Classic Media și Mackinnon and Saunders în 2013 până în 2017. În România, a fost difuzat pe Minimax, și s-a mutat pe JimJam. În 2023 este și pe Antena 1.